# Киес д'Алпаго
Киѐс д'Алпа̀го (на италиански: Chies d'Alpago; на венециански: Ces, Чес) е община в Северна Италия, провинция Белуно, регион Венето. Разположена е на 647 m надморска височина. Населението на общината е 1397 души (към 2014 г.).
 Административен център на общината е село Ламозано (Lamosano).